# IBM PC 컨버터블

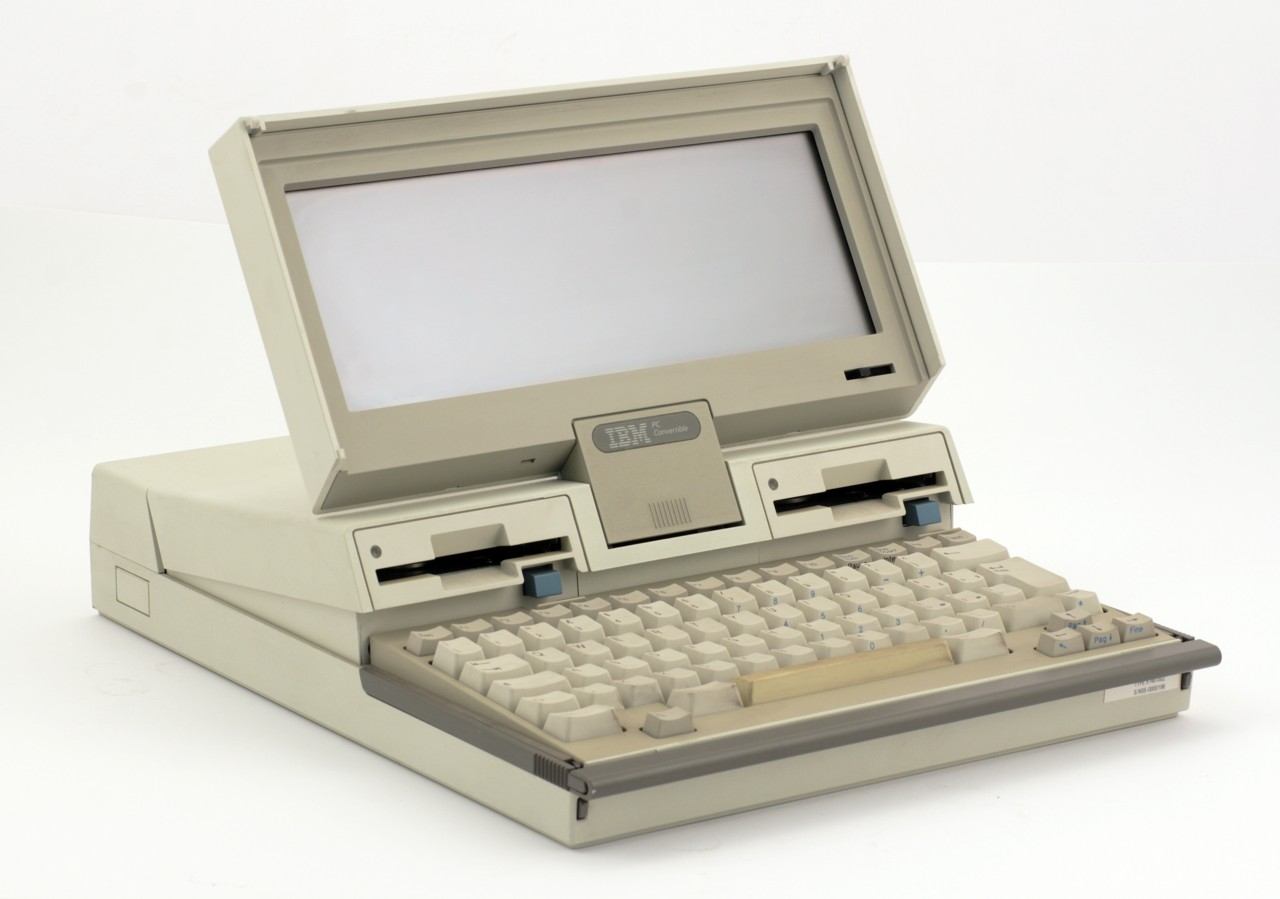

IBM PC 컨버터블(IBM PC Convertible, 모델 5140)은 IBM이 제작한 노트북 컴퓨터로 1986년 4월 처음 판매됐다. 컨버터블은 IBM 포터블에 이어 IBM 최초의 노트북 스타일 컴퓨터로 IBM에 3½인치 플로피 디스크 포맷을 도입했다. 제품 계열. 최신 노트북과 마찬가지로 전원 관리 및 배터리로 작동하는 기능을 갖추고 있다.
1991년 IBM PS/2 L40 SX로 대체되었고, 일본에서는 씽크패드의 전신인 IBM Personal System/55note로 대체되었다.

## 전신
IBM은 컨버터블이 출시되기 전에도 한동안 노트북을 개발해 왔다. 1983년에는 코드명 "Sweetpea"인 탠디 모델 100과 유사한 노트북에 대한 작업이 진행되었지만 PC와 호환되지 않는다는 이유로 돈 에스트리지(Don Estridge)에 의해 거부되었다. 1984년에 또 다른 시도로 "P-14" 프로토타입 기계가 생산되었지만 IBM의 인적 요소 테스트를 통과하지 못했다. 특히 경쟁사인 데이터 제너럴 원의 디스플레이에 대한 대중의 반응이 좋지 않았기 때문이다.